# Wendy Carlos
Wendy Carlos (Pawtucket, Rhode Island, 14 de noviembre de 1939) es una compositora e intérprete estadounidense de música electrónica. Carlos fue una de las primeras intérpretes famosas de música electrónica que usaron sintetizadores consiguiendo popularizar el género hacia una audiencia más amplia y heterogénea.
Considerada una artista innovadora entre sus obras más célebres figuran Switched-On Bach (1968), galardonada con tres Premios Grammy, en la que reinterpretaba electrónicamente composiciones de Johann Sebastian Bach, o las bandas sonoras para las películas The Clockwork Orange (1971) y The Shining (1980), dirigidas por Stanley Kubrick, y Tron (1982), dirigida por Steven Lisberger.

## Biografía
La educación musical de Wendy comenzó cuando empezó a tocar el piano a los seis años. En su educación académica pasó por la Brown University (Rhode Island), donde estudió música y física, y la Universidad de Columbia (Nueva York), donde obtuvo un máster en música. En Columbia Wendy Carlos fue alumna del pionero de la música electrónica Vladimir Ussachevsky y desde 1962 reside en la ciudad de Nueva York. Tras la graduación conoció a Robert Moog y fue una de sus primeros clientes, sirviendo de ensayo para el posterior desarrollo del sintetizador Moog modular. Hacia 1966 Carlos conoció a Rachel Elkind, con quien forjó una relación profesional duradera.

"Tuve la suerte de estar en el Centro de Música Electrónica de Columbia-Princeton, donde estaban enseñando Vladimir Ussachevsky y Otto Luening. Pensé que lo que debía hacerse era obvio: usar la nueva tecnología para conseguir música atractiva que realmente pudieras escuchar. ¿Por qué no se usaba para otra cosa que no fuera música "fea" acorde a los estándares académicos?. Ya sabes, los más vanguardistas que tú, formalmente tediosos, atonales, seriales, con una camisa de fuerza dodecafónica. Mi amado campo, la música electrónica, fue diezmada, convertida en algo bastante odioso. Es como si tuviéramos que empezar todo de nuevo.(...) De todos modos es bueno haber demostrado que el medio era mucho más flexible y capaz de lo que uno podría haber pensado."
Wendy Carlos (New Age Voice, 01-11-1999) 

Sus primeras seis grabaciones se publicaron con el nombre de Walter Carlos, aunque, siendo transexual, ya había cambiado su nombre Walter por Wendy. En 1972, Carlos se sometió a una terapia de cambio de sexo. La última publicación acreditada como Walter Carlos fue By Request (1975) y la primera como Wendy Carlos fue Switched-On Brandenburgs (1979). Su primera aparición tras el cambio de sexo fue una entrevista en la revista Playboy (mayo de 1979), una decisión de la que más tarde se arrepentiría debido al mal gusto y poca seriedad con que el autor tomó y manipuló deliberadamente detalles tan privados durante su transición y, por ende, la publicidad indeseada que atrajo sobre su vida privada. En su página oficial discute su transexualidad en un artículo en el que manifiesta que aprecia su privacidad sobre el tema.

## Trabajo

### Década de 1960
Su primer álbum, Switched-On Bach (en castellano, Conectado a Bach, 1968), fue tal vez el primer disco en intentar el empleo de sintetizadores como una alternativa a la orquesta. Carlos ayudó al ingeniero Robert Moog en el desarrollo del primer sintetizador analógico comercial del mundo (el sintetizador modular Moog). Hizo mucho por promover esta tecnología que era mucho más difícil de usar que hoy en día. Las técnicas de grabación multipista jugaron un papel importantísimo en el lento y costoso proceso de creación de su álbum. Switched-On Bach se convirtió en el álbum clásico más vendido de todos los tiempos, y el primero en alcanzar el disco de platino.

"Wendy Carlos vio la voz del sintetizador Moog como válida en sus propios términos, lo que puede ser una de las razones por las que este álbum aún se destaca hoy, en comparación con algunos de los trabajos más extravagantes que siguieron de otros artistas como Isao Tomita: todo aquí es musical, sin efectos de sonido de los que hablar hasta cerca del final (e incluso eso es moderado) y el Moog está trabajando con su propia "voz" en lugar de imitar abiertamente a otros instrumentos no electrónicos. En el lado negativo, a los ojos de muchos oyentes serios, este disco y su éxito también fueron "culpables" de una serie de excesos de Emerson, Lake & Palmer, Rick Wakeman(...), Tomita y otros."
Bruce Eder (AllMusic, 10-03-2022) 

Fue seguido en 1969 por su secuela de música barroca The Well-Tempered Synthesizer (en castellano El sintetizador bien temperado), un juego de palabras sobre la obra El clave bien temperado, de Johann Sebastian Bach, aunque dicho álbum contiene también realizaciones electrónicas de obras de Claudio Monteverdi, Domenico Scarlatti y Georg Friedrich Händel. Aunque se vendió bien no alcanzó el nivel casi legendario del álbum anterior. Para los nuevos oyentes de música electrónica se considera que es un álbum más recomendable, ya que contiene una mayor variedad y refinamiento en los sonidos sintetizados: en una de las obras de Monteverdi se pueden escuchar sonidos cuasi vocales, previos al empleo del vocoder.

"Presionada por una secuela de Switched-On Bach, el inesperado gran éxito de ventas del álbum para sintetizador, Wendy Carlos archivó temporalmente los planes de salir del siglo XVIII y en su lugar se le ocurrió un álbum que es, en cierto modo, incluso mejor que su famoso antecesor. Con mayor número de instrumentos, más versátiles y unas habilidades técnicas más desarrolladas que las de Switched-On Bach', las mejoras son audibles en unas armonías más gruesas y unos timbres más sofisticados, todo sin perder el entusiasmo y el entusiasmo experimental del disco anterior."
Richard S. Ginell (AllMusic, 10-03-2022) 

Estos primeros álbumes fueron una fuente de inspiración crucial para el compositor japonés Isao Tomita, quien más tarde grabaría sus propias interpretaciones de numerosos trabajos de compositores como Claude Debussy, Modest Músorgski, Ígor Stravinski, Gustav Holst, Maurice Ravel, Ferde Grofé y otros, interpretados con sintetizadores.

"Al principio de los 60 era muy difícil conseguir que la gente escuchase, ni hablamos de tomarse en serio, cualquier música que fuese producida de forma electrónica. El público general la consideraba vanguardista en el peor sentido de la palabra, absolutamente sin ningún valor positivo o interés comercial. En realidad, casi toda la música hecha con medios electrónicos entonces eran composiciones originales de música contemporánea. Era la disonancia, la dodecafonía, lo aleatorio, la elusión de la melodía o armonía y otros rasgos distintivos de la música moderna lo que hicieron de esta experiencia algo tan hostil y ajeno para tantas personas. La música electrónica hecha con las mismas características no era ciertamente mejor, pero tampoco peor. Sin embargo, el medio electrónico estaba ya maldito".
Wendy Carlos (Diario El Mundo, 19-08-2014) 

### Década de 1970

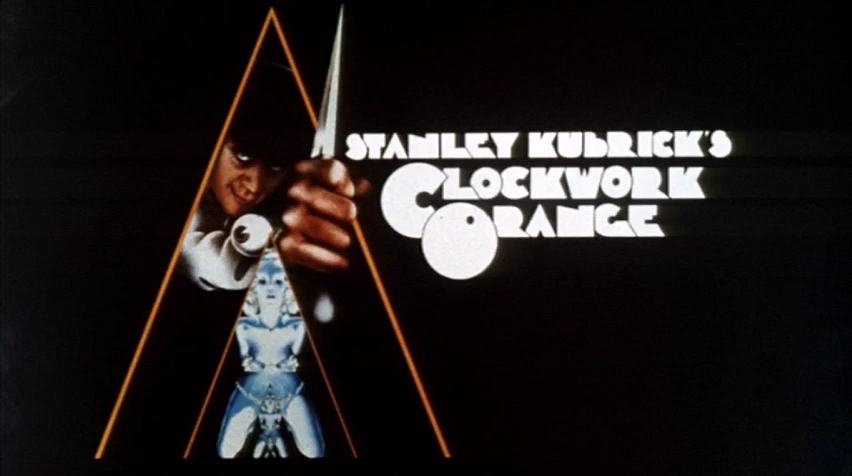
Fotograma de la película La naranja mecánica (1971)

En 1971 Wendy Carlos firmó la banda sonora de la película dirigida por Stanley Kubrick La naranja mecánica (A Clockwork Orange). En un principio Kubrick había pensado ligar el aspecto musical de la película al rock llevando a cabo contactos con The Rolling Stones para que encarnaran a algunos personajes de la trama y con Pink Floyd para componer la banda sonora, pero ambas bandas se rehusaron a participar. Dado que Carlos ya había compuesto algunas piezas inspiradas en la novela de Anthony Burgess Kubrick finalmente decidió contratarla para la creación de la música en un complejo proceso que, finalmente, dio como resultado una mezcla de reinterpretaciones electrónicas de composiciones de música clásica y creaciones basadas en la utilización del sintetizador analógico moog. Entre las composiciones figuran obras como Música fúnebre para la reina María de Henry Purcell, la Obertura de Guillermo Tell de Gioachino Rossini y el scherzo de la Sinfonía nº 9 de Ludwig van Beethoven.

"La banda sonora de Wendy Carlos para la adaptación de pesadilla de Stanley Kubrick de A Clockwork Orange de Anthony Burgess captura perfectamente las imágenes sórdidas y horribles de la película. Años más tarde, los sintetizadores pueden sonar un poco anticuados, pero la música en sí sigue siendo supremamente espeluznante, capaz de conjurar imágenes aterradoras por sí sola: es casi tan aterradora como la película."
AllMusic (10-03-2022) 

En 1972 presentó el álbum Sonic Seasonings (en castellano, Estaciones Sónicas), el cual se editó como un doble álbum, con una cara por cada una de las cuatro estaciones, como una única pista. Mezcló sonidos grabados con sonidos sintetizados, sin melodías, para crear un efecto de ambientación. Aunque no fue tan popular como otros álbumes, fue bastante influyente en otros artistas que acabaron creando el género llamado música ambiental.

"Wendy Carlos grabó una gran cantidad de pasajes ambientales para producir una obra que recorre las cuatro estaciones. Comenzando con cantos de pájaros y una tormenta eléctrica para marcar la "primavera" Carlos expresa los sintetizadores solo en términos de los sonidos de la naturaleza que se escuchan. Rara vez se interponen y el resultado se acerca más a una grabación de la naturaleza, con efectos ocasionales, que a una grabación de sintetizador con sonidos de la naturaleza. Por supuesto, no había precedentes de música "natural", "ambiental" o incluso "new age" en 1972: Sonic Seasonings fue básicamente la génesis, décadas antes, de varios géneros musicales."
John Bush (AllMusic, 10-03-2022) 

En 1973 se editó una versión de A Clockwork Orange que incluiría solamente los temas realizados por Carlos, incluidas obras propias y arreglos de música instrumental de Beethoven, de Rossini y de Henry Purcell. En esta grabación, resulta crucial el empleo de un vocoder (codificador vocal, también llamado seguidor de espectro) para la obtención de sonidos electrónicos con cualidad vocal: esto es bien apreciable en sus composiciones «Timesteps» (en castellano «Los pasos del tiempo»), «Country Lane» y su versión del cuarto movimiento de la Novena sinfonía de Beethoven.

"La música de Wendy Carlos de A Clockwork Orange origina el mejor efecto que cualquier banda sonora de una película puede causar: cuando la escuchas, recuerdas exactamente en qué parte de la película estaba sonando y definitivamente puedes recordar si lo sientes de nuevo o no.(...) Aunque no he visto La naranja mecánica en, al menos, ocho años, todos esos sentimientos espeluznantes volvieron a mí: el bar de leche, la violación, el número de Gene Kelly, la prisión, la tortura...
Jason Josephes (LiveWire's Pitchfork CD reviews) 

Posteriormente publicó Switched-On Bach II en 1974.

"Bach compuso sus grandes obras durante un período en el que apenas se empezaban a conocer los instrumentos orquestales, por lo que la música no estaba ligada estrechamente a la orquestación. No me hubiera gustado interpretar a Mozart o Haydn. Pero Bach es una espada de dos filos. No tuve que sacar anotaciones. Pero para mí como compositora fue casi un desastre. ¡Me identifiqué con Bach como Nimoy con el Spock de Star Trek!".
Wendy Carlos (New Age Voice, 01-11-1999) 

En 1975 editó el disco By Request, una recopilación de obras propias previas a la utilización del sintetizador Moog, obras propias que utilizaban el Moog modular y transcripciones de varias obras de Chaikovski, Wagner, Bach, Bacharach y The Beatles.
En 1979 se lanza el álbum doble Switched-On Brandenburgs (en castellano, Conectado a los Brandeburgos, refiriéndose a los Conciertos de Brandeburgo), donde el poder expresivo de Carlos usando el Moog para encarar un repertorio de música académica contemporánea llega a su máxima expresión. Vale la pena señalar que los conciertos número 3, 4, 5 y el primer movimiento del 2 ya habían sido lanzados en discos anteriores, en tanto que los restantes, 1, 2 y 6, fueron expresamente completados para la colección. Al margen de que los conciertos previamente grabados fueron remezclados de manera diferente a las grabaciones originales, los conciertos más recientes revelan mayores sonoridades, debido al uso de Carlos en su sintetizador de una versión mejorada de los osciladores productores de sonido (controlados por tensión), que le permitieron obtener sonidos de contenido armónico variable en el tiempo, mediante el uso de técnicas de modulación por ancho de pulsos.

### Década de 1980
En 1982 compuso la partitura de la película de ciencia ficción Tron, dirigida por Steven Lisberger e interpretada por Jeff Bridges, producida por la compañía Disney. Esta partitura incorporaba orquesta, coros, música de órgano y sintetizadores, tanto analógicos (Moog modular) como digitales (GDS: Crumar General Development System, un sintetizador que emplea técnicas de modulación de fase y procesos aditivos). Uno de sus temas para los títulos finales fue reemplazado por una canción del grupo de rock Journey, y la música que compuso para una escena específica fue descartada.
En el álbum de 1984 Digital Moonscapes comenzó a usar el sintetizador digital Synergy, versión posterior del GDS, con un muy notable desarrollo de sonidos de instrumentos acústicos, que Carlos llama «réplicas», en lugar de los analógicos que habían sido la característica de sus primeros álbumes. También incorporó parte del material rechazado de la banda sonora de Tron.
En el álbum Beauty In The Beast (1986) Wendy Carlos experimentó en sus sintetizadores Synergy con el «temperamento justo», usando un sistema de afinación alternativo que inventó para el álbum. El sistema emplea dos teclados, en uno de los cuales se tocan las notas. El otro teclado se usa para fijar la «nota raíz», y reafinar todas las notas en el teclado a intervalos racionales de tonos. Hay un total de 144 posibles notas por octava, que salen de las 12 notas diferentes que existen en una escala cromática multiplicadas por las 12 posibles afinaciones. Además del mencionado temperamento utilizó escalas exóticas provenientes del Tíbet, Polinesia e India y dos escalas de invención propia que permiten obtener intervalos primarios lo más cercanos a la justa entonación, pero tomando como material una división del intervalo de cuarta en partes iguales y descartando la puridad de las octavas (es decir, se trata de una escala asimétrica). La pieza del mismo nombre que le da el título al álbum es donde se puede apreciar el efecto de estas dos escalas, llamadas Alpha y Beta.
El álbum Secrets of Synthesis de 1987 es una conferencia de Carlos, con ejemplos de audio (muchos de sus propias grabaciones), mostrando los temas que consideró relevantes. Parte del material es una buena introducción a la síntesis de sonido, y algunos conceptos avanzados más útiles a músicos experimentados.

### SigloXXI
A principios del siglo XXI se remasterizó la mayor parte de su catálogo. En 2005 se publicó el doble volumen Recovering Lost Scores (en castellano Recuperación de partituras perdidas), que contenía material previamente descatalogado (la banda sonora de El resplandor), la banda sonora nunca publicada de Woundings, y música grabada para las películas Tron y La naranja mecánica que nunca fue usada.

## Discografía
Los álbumes publicados durante los años 1968-1975 fueron publicados originalmente con el nombre de Walter Carlos. Las reediciones y los álbumes posteriores fueron publicados con el nombre de Wendy Carlos.
- Switched-On Bach (1968).
- The Well-Tempered Synthesizer (1969).
- Sonic Seasonings (1972).
- La naranja mecánica (banda sonora de la película de Stanley Kubrick, 1972).
- Switched-on Bach II (1974).
- By Request (1975).
- Switched-On Brandenburgs (1979).
- The Shining (El resplandor): Score Selections (banda sonora de El resplandor, de Kubrick, ahora en Recovering Lost Scores, 1980).
- Tron (banda sonora, 1982).
- Digital Moonscapes (1984).
- Beauty In the Beast (1986).
- Land of the Midnight Sun (disponible en la reedición de Sonic Seasonings, 1986).
- Secrets of Synthesis (1987).
- Pedro y el lobo (con "Weird Al" Yankovic, 1988).
- Switched-On Bach 2000 (las mismas obras de sus anteriores álbumes, pero con sintetizadores digitales afinados, con los temperamentos que Bach podría haber utilizado en su época para la ejecución de sus obras, por lo cual el efecto de dichas afinaciones resulta de gran poder expresivo, 1992).
- Tales of Heaven and Hell (1998).
- Switched-On Boxed Set (1999).
- Recovering Lost Scores, Volume 1 (El resplandor, La naranja mecánica y Unicef, 2005).
- Recovering Lost Scores, Volume 2 (El resplandor, Tron, Split Second y Woundings, 2005).